# Бобда
Бобда (рум. Bobda) је насељено место у општине Ченеј, округ Тимиш у Румунији.

## Прошлост
Побда је 1764. године православна парохија у Темишварском протопрезвирату. Аустријски царски ревизор Ерлер је 1774. године констатовао да место припада барачком округу, Темишварског дистрикта. Становништво је било влашко. Када је 1797. године пописан православни клир ту су била два свештеника. Пароси, поп Јован Поповић (рукоп. 1788) и поп Стефан Јовановић капелан, зачудо не знају српски језик како би се то могло очекивати; служе се само румунским језиком.

## Становништво
Према попису из 2021. године у насељу живи 923 становника.